# Demonstração ontológica de Gödel
A demonstração ontológica de Gödel é um argumento formal para a existência de Deus pelo matemático e filósofo Kurt Gödel (1906-1978).
É uma linha de pensamento que data desde Anselmo de Cantuária (1033-1109). O argumento ontológico de São Anselmo, na sua mais sucinta forma, é o seguinte: "Deus, por definição, é aquele para o qual, nada maior pode ser concebido. Deus existe no entendimento. Se Deus existe no entendimento, nós poderíamos imaginá-lo maior por existir na realidade. Portanto Deus tem que existir.". Uma versão mais elaborada foi feita por Gottfried Leibniz (1646-1716); essa é a versão que Gödel estudou e tentou esclarecer com seu argumento ontológico.
Gödel deixou quatorze pontos destacados de sua crença filosófica em seus escritos. Pontos relevantes para a prova ontológica incluem:
4. Existem mundos e seres racionais de espécies diferentes e mais evoluídos.
5. O mundo em que vivemos não é o único em que devemos viver, ou temos vivido.
13. Existe uma filosofia e teologia científica (exata), que lida com conceitos da maior abstração; e isso é em geral muito frutífero para a ciência.
14. Religiões são, em sua maior parte, más, mas religião não é.

## História da demonstração de Gödel
A primeira versão de sua demonstração ontológica data de "cerca de 1941". Não se sabe se Gödel disse a alguém sobre seu trabalho em sua demonstração até 1970, quando ele achou que estava morrendo. Em fevereiro, ele deixou Dana Scott copiar uma versão da demonstração, que circulava em privado. Em Agosto de 1970, Gödel disse a Oskar Morgenstern que ele estava "satisfeito" com a demonstração, mas Morgenstern escreveu em seu diário um registro no dia de 29 de Agosto de 1970, que Gödel não publicaria por conta de que ele estava com medo de que outros poderiam pensar "que ele na verdade acreditara em Deus, enquanto que ele estava apenas engajado com investigações lógicas (isto é, em demonstrar que tais provas com premissas clássicas (completude, etc.) correspondentemente axiomáticas, é possível )." Gödel morreu no dia 14 de Janeiro de 1978. Outra versão, ligeiramente diferente da de Scott, foi encontrada em seus escritos. A prova finalmente foi publicada juntamente com a versão de Scott em 1987.
O diário de Morgenstern é uma importante e confiável fonte para os últimos anos de Gödel, mas a implicação do registro no diário de Agosto de 1970 - de que Gödel não acreditara em Deus - não é consistente com a outra evidência. Em cartas para sua mãe, que não frequentava a igreja e que o criou e seu irmão como pensadores livres, Gödel argumenta de forma prolongada por uma crença na vida após a morte. Ele fez o mesmo em uma entrevista com o cético Hao Wang, que disse: "Eu expressei minhas dúvidas enquanto G falava [...] Gödel sorriu enquanto replicava às minhas perguntas, obviamente ciente de que suas respostas não estavam me convencendo." Wang informa que "a esposa de Gödel, Adele, dois dias depois da morte dele, disse a Wang que "Gödel, embora ele não fosse à igreja, era religioso e lia a bíblia na cama toda manhã de domingo." Em uma resposta não enviada a um questionário, Gödel descreveu sua religião como "Luterano batizado (mas não um membro de nenhuma congregação religiosa). Minha crença é teísta, não panteísta, seguindo mais Leibniz a Spinoza."

## Esboço da Demonstração de Gödel
A demonstração utiliza a lógica modal, que se distingue entre verdade lógica e contingência. Na semântica mais comum da lógica modal, muitos "mundos possíveis" são considerados. Uma verdade é necessária se é verdade em todos os mundos possíveis. Em contraste, uma verdade é contingente se acontecer de ser verdade apenas em alguns casos, por exemplo: "mais da metade do planeta está coberto por água". Se a afirmação for verdade em nosso mundo, mas falsa em algum outro mundo, então isso é uma verdade contingente. Uma afirmação que é verdade em algum mundo (não necessariamente em nosso mundo) é chamada de possibilidade lógica.
Além disso, a demonstração utiliza a lógica de ordem superior (modal) porque a definição de Deus emprega uma quantificação explícita sobre propriedades.

Dos axiomas 1 a 4, Gödel argumentou que em algum mundo possível existe Deus. Ele usou uma espécie princípio da plenitude modal para argumentar isso a partir da consistência lógica da verosimilhança de Deus. Note que essa propriedade é positiva em si mesma, já que ela é a conjunção das infinitas propriedades positivas.
Daí, Gödel definiu essências: se x for um objeto em algum mundo, então a proriedade P é dita ser uma essência de x se P(x) é verdadeiro naquele mundo se P acarreta todas as outras properties que x tem naquele mundo. Dizemos também que x necessariamente existe se para toda essência P o seguinte for verdadeiro: em todo mundo possível, existe um elemento y com P(y).
Como a existência necessária é positiva, obrigatoriamente segue a verossimilhança de Deus. Além do mais, a verossimilhança de Deus é uma essência de Deus, pois acarreta todas as propriedades positivas, e qualquer propriedade não-positiva é a negação de alguma propriedade positiva, portanto Deus não pode ter quaisquer propriedades não-positivas. Como qualquer objeto semelhante a Deus é necessariamente existente, segue que qualquer objeto semelhante a Deus em um mundo é um objeto semelhante a Deus em todos os mundos, pela definição da existência necessária. Dada a existência de um objeto semelhante a Deus em um mundo, demonstrada acima, podemos concluir que existe um objeto semelhante a Deus em todo mundo possível, conforme requerido.
Dessas hipóteses, também é possível provar que existe apenas um Deus em cada mundo pela lei de Leibniz, a identidade de indiscerníveis: dois ou mais objetos são idênticos (são um e um só) se eles têm todas as propriedades em comum, e portanto, haveria apenas um objeto que possui a propriedade G. Gödel não tentou fazer isso, no entanto, pois ele propositadamente limitou sua prova à questão da existência, ao invés da unicidade. Isso foi mais para preservar a precisão lógica do argumento do que uma propensão para o politeísmo. Essa prova de unicidade vai funcionar somente se se supõe que a positividade de uma propriedade seja independente do objeto ao qual ela for aplicada, uma afirmação que alguns têm considerado suspeita.
Para formalizar o argumento esboçado acima, as seguintes definições e axiomas são necessários:
- Definição 1: x é semelhante a Deus se e somente se x tem como propriedades essenciais aquelas e somente aquelas propriedades que são positivas;
- Definição 2: A é uma essência de x se e somente se para toda propriedade B, x tem B necessariamente se e somente se A acarreta B;
- Definição 3: x necessariamente existe se e somente se toda essência de x é necessariamente exemplificada;
- Axioma 1: Qualquer propriedade acarretada por—i.e., estritamente implicada por—uma propriedade positiva é positiva;
- Axioma 2: Para uma propriedade qualquer φ, ou φ é positiva ou sua negação, ¬φ, é positiva, mas não as duas ao mesmo tempo;
- Axioma 3: A propriedade de ser semelhante a Deus é positiva;
- Axioma 4: Se uma propriedade for positiva, então ela é necessariamente positiva;
- Axioma 5: Existência necessária é uma propriedade positiva.

O Axioma 4 assume que é possível destacar propriedades positivas dentre todas as propriedades. Gödel comenta que "Positivo significa positivo no sentido moral estético (independentemente da estrutura acidental do mundo)... Pode também significar atribuição pura ao contrário de privação (ou conter privação)." (Gödel 1995). Axiomas 1, 2 e 3 podem ser resumidos dizendo que propriedades positivas forma um ultrafiltro principal.
Desses axiomas e definições e uns poucos axiomas adicionais da lógica modal, os seguintes teoremas podem ser provados:
- Teorema 1: Se uma propriedade for positiva, então ela é consistente, i.e., possivelmente exemplificada.
- Teorema 2: A propriedade de ser semelhante a Deus é consistente.
- Teorema 3: Se algo for semelhante a Deus, então a propriedade de ser semelhante a Deus é uma essência daquela coisa.
- Teorema 4: Necessariamente, a propriedade de ser semelhante a Deus é exemplificada.

Simbolicamente:
{\displaystyle {\begin{array}{rl}{\text{Ax. 1.}}&\left\{P(\varphi )\wedge \Box \;\forall x[\varphi (x)\to \psi (x)]\right\}\to P(\psi )\\{\text{Ax. 2.}}&P(\neg \varphi )\leftrightarrow \neg P(\varphi )\\{\text{Th. 1.}}&P(\varphi )\to \Diamond \;\exists x[\varphi (x)]\\{\text{Df. 1.}}&G(x)\iff \forall \varphi [P(\varphi )\to \varphi (x)]\\{\text{Ax. 3.}}&P(G)\\{\text{Th. 2.}}&\Diamond \;\exists x\;G(x)\\{\text{Df. 2.}}&\varphi {\text{ ess }}x\iff \varphi (x)\wedge \forall \psi \left\{\psi (x)\to \Box \;\forall y[\varphi (y)\to \psi (y)]\right\}\\{\text{Ax. 4.}}&P(\varphi )\to \Box \;P(\varphi )\\{\text{Th. 3.}}&G(x)\to G{\text{ ess }}x\\{\text{Df. 3.}}&E(x)\iff \forall \varphi [\varphi {\text{ ess }}x\to \Box \;\exists y\;\varphi (y)]\\{\text{Ax. 5.}}&P(E)\\{\text{Th. 4.}}&\Box \;\exists x\;G(x)\end{array}}}
Há um esforço em código aberto em andamento  para formalizar a prova de Gödel a um nível que seja adequado para a prova automática de teoremas ou pelo menos verificação por computador via assistente de prova. O esforço apareceu nas principais manchetes dos jornais alemães. Segundo os autores desse esforço, eles se inspiraram no livro de Melvin Fitting.

## Críticas
A maior parte das críticas à prova de Gödel estão direcionadas a seus axiomas: tal qual acontece com qualquer prova em qualquer sistema lógico, se os axiomas dos quais depende a prova forem questionados, então as conclusões podem ser questionadas. Isso é particularmente aplicável à prova de Gödel, porque ela repousa sobre cinco axiomas que são todos questionáveis. A prova não diz que a conclusão tem que ser correta, mas sim que se você aceita os axiomas, então a conclusão está correta.
Muitos filosófos têm questionado os axiomas. A primeira camada de ataque é simplesmente que não há argumentos apresentados que dêem razões para que os axiomas sejam verdadeiros. Uma segunda camada é que esses axiomas específicos levam a conclusões indesejadas. Essa linha de pensamento foi argumentada por Sobel, mostrando que se os axiomas forem aceitos, eles levam a um colapso modal onde todo enunciado que é verdadeiro é necessariamente verdadeiro.
Há sugestões de conserto para a prova. C. A. Anderson apresenta uma versão corrigida da prova, mas foi declarada como refutável por C. A. Anderson e Michael Gettings. A prova de Sobel do colapso foi questionada por  mas uma defesa foi apresentada por Sobel.
A prova também foi questionada por Oppy, que indaga se muitos outros quase-Deus seriam também "provados" pelos axiomas de Godel. Esse contra-argumento foi questionado por Gettings, que concorda que os axiomas poderiam ser questionados, mas discorda que o contraexemplo específico de Oppy's possa ser provado a partir dos axiomas de Gödel.
Há muitas outras críticas, a maioria se concentrando na questão filosoficamente interessante de se esses axiomas *têm* que ser rejeitados para evitar conclusões estranhas. A crítica mais ampla é que mesmo que os axiomas não possam ser mostrados como falsos, isso não significa que eles sejam verdadeiros.